# Kasteel van Heers
Het kasteel van Heers, is een kasteel te Heers, gelegen aan de Nieuwe Steenweg 69-71. De geschiedenis ervan gaat terug tot de 13e eeuw.

## Geschiedenis
Raes van Heers was zijn meest bekende en beruchte bewoner. Heers en zijn kasteel werden door de troepen van Karel de Stoute verwoest na hun overwinning in de Slag bij Brustem in 1467. Na de dood van Karel de Stoute, in 1477, herkreeg Raes zijn bezittingen. Raes stierf echter enkele maanden later, eveneens in 1477. Het huidige kasteel is een resultaat van herbouw, en stamt uit omstreeks 1500. In 1676 kwam een garnizoen van de Republiek der Nederlanden in het kasteel, dat daarop door Franse troepen onder leiding van Godefroi d'Estrades werd gebombardeerd. De Hollanders kregen versterking en verjoegen de belegeraars, die echter later dat jaar nog een poging waagden, en het gedurende twee dagen daadwerkelijk in bezit hadden.
In 1681 werd het kasteel bezet door Duitse troepen. Hierna werd het niet meer bewoond en raakte in verval. Het geslacht Van den Rivieren, eigenaars van het kasteel, ging failliet en in 1757 werd het kasteel door de Sint-Laurentiusabdij te Luik verkocht aan Jan-Herman van Stokkem, welke het overmaakte aan zijn broer, Nicolas-Erasmus. Deze liet het kasteel restaureren. Door huwelijk kwam het kasteel aan de familie Desmaisières, welke tot in de 21e eeuw eigenaar bleef, in 2005 met name de twee burggraven Michel en Ricardo Desmaisières. Dezen lieten, door geldgebrek, het kasteel echter verkrotten en de tuin verwilderen. Het kasteel stond al jaren te koop.
De overheid liet daarom in maart 2007 beslag leggen op het kasteel en de hoeve en voerde sinds oktober 2008 instandhoudingswerken uit. De bedoeling is dat het kasteel gerestaureerd wordt en een nieuwe bestemming krijgt. In 2016 kocht de gemeente Heers de meubels uit het kasteel op voor € 5500.
In mei 2021 werd de Vlaamse overheid volledig eigenaar.
In 2021 werd het kasteel gekocht door het Agentschap Onroerend Erfgoed. Maart 2022: De VZW Herita heeft van de Vlaamse overheid het kasteel voor 35 jaar in erfpacht gekregen. Met een startbudget van 10 miljoen euro moet de VZW een participatief traject uitwerken en zoek gaan naar ideeën voor de herbestemming en een ontwikkelingstraject. In 2022 zal Herita, " in nauw overleg met de stuurgroep die is opgericht voor de ontwikkeling van het kasteel met bijhorend kasteelpark en omliggende gronden, volgende acties ondernemen of opstarten:
- De uitwerking van een visie op de ontwikkeling van het kasteeldomein en de omliggende gronden;
- De uitwerking van een restauratievisie voor de gebouwen op de site;
- De opmaak van een planning en budgetraming voor die restauratie- en omgevingswerken;
- De opstart van de meest dringende en relevante vooronderzoeken die nog nodig zijn."

## Beschrijving
Het kasteel heeft vier bakstenen vleugels op een plint van silex. In het oog springend zijn de speklagen en hoekbanden in mergelsteen. De zuidvleugel is het poortgebouw. De poort is uit de 2e helft van de 19e eeuw, met het wapen van de familie Desmaisières.
Het corps de logis wordt gevormd door de noord- en oostvleugel, met op de hoek een zware, rechthoekige donjon. Een galerij kijkt uit op de binnenplaats. De westvleugel is een dienstgebouw.
In het kasteel bevinden zich de Groene en Grijze salons in Lodewijk XVI-stijl. Ook is er een kapel uit dezelfde tijd. De kelders, die in de 20e eeuw werden opgevuld, zouden uit de 14e eeuw stammen.
In het 3e kwart van de 17e eeuw was de kasteelhoeve L-vormig. Vanaf de 19e eeuw groeide deze uit tot een meer gesloten hoeve. Een poortgebouw uit 1671 geeft toegang tot het erf. De zuidvleugel omvat de stallen en de pachterswoning. De grote langsschuur dateert van ongeveer 1500 en ze werd in 1664 verbouwd. De driebeukige schuur is 18 meter hoog en ze heeft een eiken gebint.
Ten zuiden van het kasteel ligt de Sint-Martinuskerk met kerkhof.

## Kasteelpark
Het kasteelpark beslaat 5 ha en maakt onderdeel uit van een 14 ha groot kasteeldomein. Het park is sinds de 17e eeuw niet ingrijpend gewijzigd, maar de laatste jaren (tot de beslaglegging) extreem verwaarloosd. In de tuin is een eind-18e-eeuws paviljoen te vinden, voor de bouw waarvan destijds onder meer oud bouwmateriaal is hergebruikt.

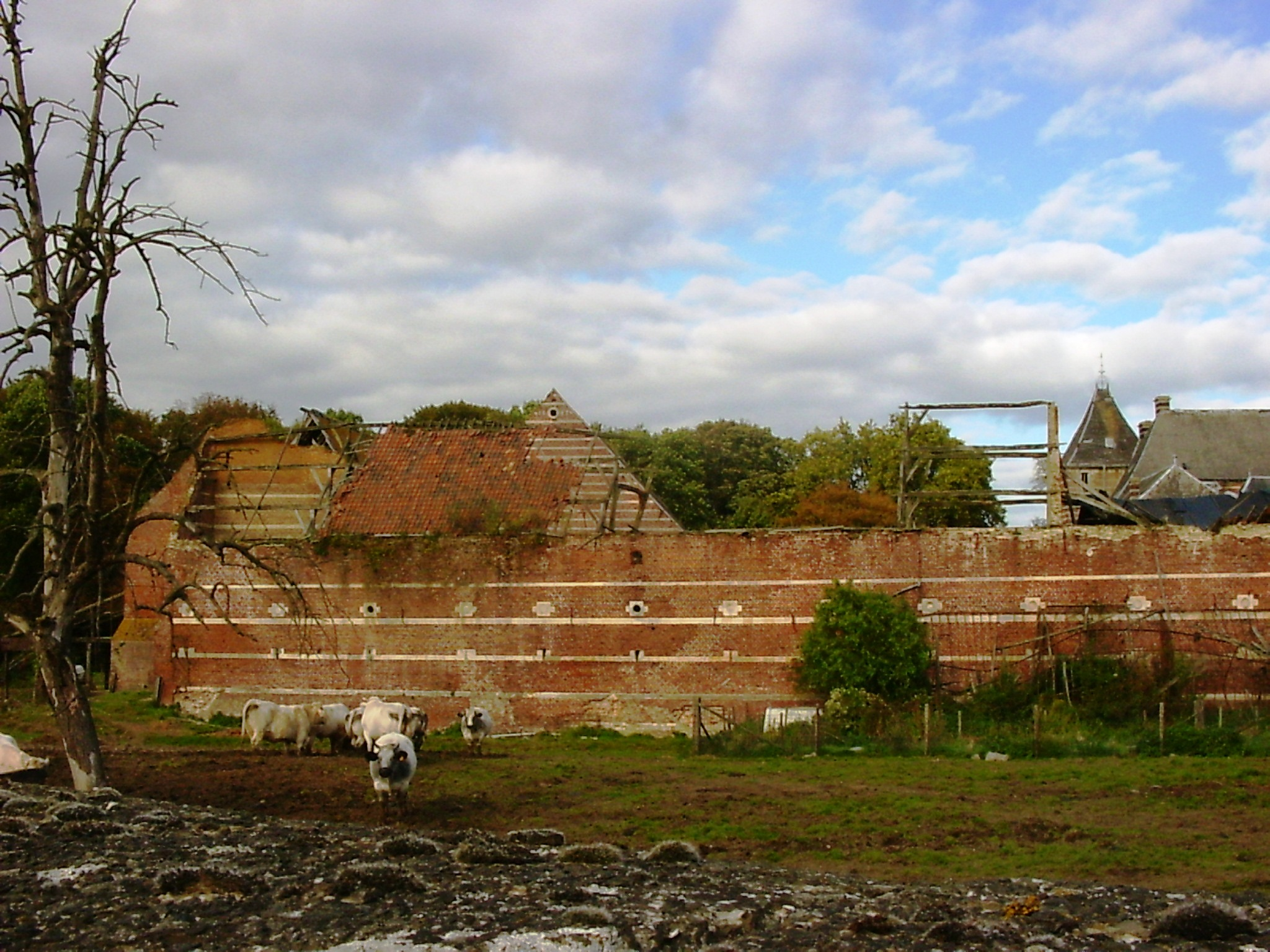
de kasteelhoeve in 2004
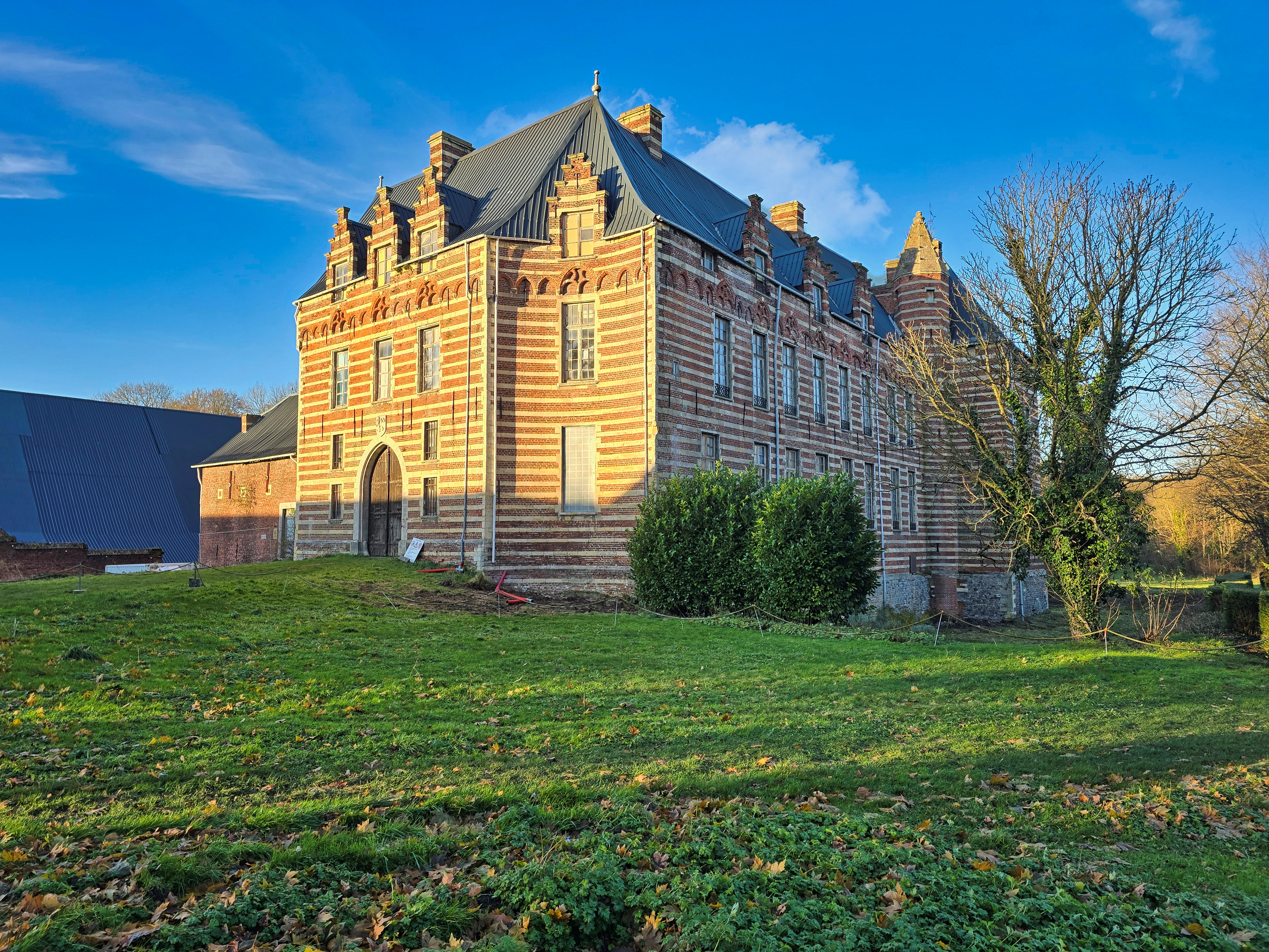
Het kasteel in 2024